# William Pitt il Giovane
William Pitt detto il Giovane (Hayes, 28 maggio 1759 – Putney Heath, 23 gennaio 1806) è stato un politico britannico.
Ricoprì il ruolo di Primo ministro del Regno Unito dal 19 dicembre 1783 al 14 marzo 1801 e poi dal 10 maggio 1804 al 1806, anno della sua morte. L'appellativo il Giovane gli fu dato per distinguerlo da suo padre, William Pitt il Vecchio, anch'egli primo ministro della Gran Bretagna nella seconda metà del XVIII secolo.
Pitt, sebbene a volte si definisse un Tory, si considerò sempre come un "Whig indipendente", e fu generalmente contrario allo sviluppo di un rigido sistema di divisione delle varie parti politiche.

## Biografia

### Infanzia ed educazione
Secondo dei quattro figli di William Pitt il Vecchio, Conte di Chatham e di Hester Pitt, Baronessa Chatham, William il Giovane nacque ad Hayes, nel Kent. Il padre fu un importante statista britannico, come lo fu anche suo zio materno, George Grenville. Anche suo fratello maggiore, John Pitt, intraprese la carriera politica.
Fu educato da giovane alla casa del reverendo Edward Wilson. Ragazzo di grande intelligenza, Pitt apprese rapidamente il latino ed il greco. Nel 1773, all'età di quattordici anni, entrò al Collegio di Pembroke dell'Università di Cambridge, dove studiò filosofia politica, classici e storia. Nel 1776 Pitt, tormentato dalla cattiva salute, fu avvantaggiato dai privilegi accordati soltanto ai figli dei Pari (v. Parìa inglese) e prese la laurea senza aver sostenuto l'esame finale.
Il padre di Pitt, che dieci anni prima era stato nominato Conte di Chatham, morì nel 1778. Come figlio cadetto, Pitt ricevette una piccolissima eredità. Frequentò poi la Lincoln's Inn e venne ammesso all'esercizio della professione forense nel 1780.

### Inizio della carriera politica
Durante le elezioni generali del 1780, Pitt si batté per ottenere il seggio per l'Università di Cambridge, ma lo perse. Rimasto tuttavia intenzionato ad entrare in Parlamento, con l'aiuto di un suo collega universitario, Charles Manners, duca di Rutland, si assicurò l'appoggio di Sir James Lowther. Lowther controllava di fatto il piccolo collegio elettorale di Appleby; un'elezione suppletiva in questa circoscrizione fece entrare Pitt alla Camera dei Comuni nel gennaio del 1781.
In Parlamento, il giovane Pitt mise da parte la propria timidezza e la sua natura riservata, che lo caratterizzarono durante il periodo dell'università, divenendo quel celebre politico e oratore che la storia ha immortalato. Pitt in principio si allineò con gl'influenti Whigs come Charles James Fox ed Edmund Burke. Con questi, egli denunciò la continuazione della guerra nelle Americhe e propose che il Primo ministro, Lord North, trattasse la pace con le colonie americane ribelli. Inoltre, Pitt sostenne un disegno di legge volto a riformare il Parlamento, includendo la proposta di contenimento della corruzione elettorale.
Dopo la caduta del governo di Lord North nel 1782, il Whig Charles Watson-Wentworth, marchese di Rockingam fu nominato primo ministro. A Pitt venne offerto il posto secondario di Vice Tesoriere d'Irlanda; tuttavia, dimostrando una straordinaria sicurezza di sé, rifiutò tale incarico, che giudicò troppo subordinato. Solo tre mesi dopo salì al potere, alla morte di Lord Rockingam, William Petty, conte di Shelburne, un altro Whig. Molti esponenti Whig che avevano preso parte al ministero di Rockingam, incluso Charles James Fox, ora si rifiutarono di servire sotto il nuovo Primo Ministro. Pitt, invece, non fu affatto riluttante ad entrare a far parte del Governo Shelbourne e venne così nominato Cancelliere dello Scacchiere.
Fox, che divenne l'avversario politico di Pitt per tutta la vita, in seguito formò una coalizione con Lord North, assieme al quale collaborò per sconfiggere l'amministrazione Shelbourne. Quando Lord Shelbourne rassegnò le dimissioni nel 1783, Re Giorgio III, che disprezzava Fox, offrì a Pitt l'incarico di Primo Ministro. Pitt, però, con buon senso rifiutò, rendendosi conto che sarebbe stato incapace di assicurarsi l'appoggio della Camera dei Comuni. La coalizione Fox-North prese il potere sotto la guida nominale di William Henry Cavendish-Bentinck, duca di Portland.
Pitt, che era stato licenziato dal suo posto di Cancelliere dello Scacchiere, si unì all'opposizione. Egli sollevò la questione delle riforme parlamentari con l'intenzione di scardinare la coalizione Fox-North che raggruppava sia i fautori sia i detrattori della riforma. Pitt non sostenne in principio un allargamento del diritto di voto, ma cercò di far risanare la corruzione dei collegi elettorali. Tuttavia il suo proposito fallì, nondimeno molti riformatori in Parlamento lo riconobbero come loro capo, al posto di Charles James Fox.

### Ascesa al potere
La coalizione Fox-North cadde nel dicembre 1783, dopo che Fox presentò il progetto di legge di Edmund Burke per riformare la Compagnia britannica delle Indie orientali per ottenere l'appoggio che gli mancava, finché il re non rifiutò di sostenerlo.
Il re era contrario alla proposta di riforma; quando questa passò alla Camera dei Comuni, fu sicuro che sarebbe stata respinta alla Camera dei Lord dalla minaccia, per chiunque l'avesse votata, di essere visto come un suo nemico. Così il disegno di legge non passò alla Camera Alta e Giorgio III sciolse la coalizione ed alla fine affidò la carica di primo ministro a William Pitt dopo avergli offerto l'incarico in precedenza per tre volte. Pitt, all'età di ventiquattro anni, divenne il più giovane primo ministro britannico che mai vi fosse stato e venne schernito proprio per la sua giovane età.
Un ritornello popolare diceva che ciò era «...una visione da lasciar sbigottite ed attonite tutte le nazioni: si affidava un regno nelle mani d'uno scolaro». Nondimeno, sebbene fosse ampiamente preannunciato che il nuovo governo non avrebbe superato l'inverno, questo sopravvisse per diciassette anni.
Così, per ridurre il potere dell'opposizione, Pitt offrì a Charles James Fox ed ai suoi alleati degli incarichi nel suo Gabinetto di governo; il rifiuto di Pitt di includere anche Lord North, tuttavia, vanificò i suoi intenti.
Il nuovo governo si trovò immediatamente sulla difensiva e fu sconfitto sulla mozione di sfiducia del gennaio 1784. Pitt, però, prese la decisione senza precedenti di rifiutarsi di rassegnare le proprie dimissioni malgrado una sconfitta del genere.
Egli mantenne l'appoggio del re, che non avrebbe tollerato nuovamente la coalizione Fox-North al potere. Pitt ricevette anche l'aiuto della Camera dei Lord, la quale approvò delle mozioni di appoggio, così favorevoli quanto l'assai vasto sostegno del Paese, sotto forma di parecchie istanze, per approvare il suo incarico governativo (che influenzarono alcuni membri del Parlamento a mutare posizione e a dare il proprio appoggio a Pitt) e gli venne accordata la cittadinanza onoraria della Città di Londra. Mentre tornava da questa cerimonia il popolo londinese decise di scortare la carrozza di Pitt verso casa in segno di rispetto. Quando passò il Circolo dei Whigs, la carrozza fu attaccata da un gruppo di uomini che tentarono di aggredire Pitt. In tal modo William Pitt si guadagnò grande popolarità fra la gente come "Billy l'Onesto" e visto come una ventata d'aria nuova in mezzo alla disonestà, alla corruzione e alla mancanza di principi largamente associati con Charles James Fox e Lord North.
Nonostante una serie di sconfitte alla Camera dei Comuni, Pitt rimase carica, osservando la maggior parte della coalizione ritirarsi ed alcuni membri del Parlamento disertare dall'opposizione e passare al suo fianco. I disertori, tuttavia, non erano in numero sufficiente per garantire a Pitt la maggioranza. Nel marzo del 1784, il Parlamento fu sciolto e si tennero le conseguenti elezioni generali. Una sconfitta elettorale per il governo era fuori questione, finché Pitt godeva del sostegno di Re Giorgio. L'aiuto del favore e del denaro per corrompere prelevato dall'erario pubblico erano in circostanze normali adeguati per un governo con una solida maggioranza alla Camera dei Comuni, ma in questa occasione il governo raccoglieva un largo sostegno popolare. Nella maggior parte dei collegi elettorali l'elezione fu fatta tra chiari candidati, che rappresentavano Pitt o Fox/North. I primi risultati elettorali assegnarono a Pitt un grandissimo favore, con il risultato che molti membri del Parlamento della coalizione disertarono, trovandosi sconfitti o stipulando un accordo con i loro avversari per evitare una costosa disfatta. Una considerevole eccezione si ebbe nel collegio elettorale di Westminster, che ebbe uno degli elettorati più ampi del Paese. In una contesa che si stimò fosse costata un quarto del totale delle spese dell'intero Paese per la campagna elettorale, Fox si batté strenuamente contro due candidati pittiani, l'ammiraglio Lord Hood e Lord John Townshend, per assicurarsi un dei due seggi per quella circoscrizione, con tutti i metodi possibili sperimentati per una campagna del genere. Quando le votazioni terminarono, i ricorsi seguirono in massa, riguardo allo scrutinio di tutte le singole schede di voto, che si protrasse per oltre un anno. Nel frattempo Fox veniva eletto per il piccolo collegio elettorale di Orkney, ma molti videro il procrastinarsi dei risultati come una vendetta contro Pitt ed infine lo scrutinio venne abbandonato, con Fox dichiarato eletto. Altrove Pitt ottenne un grandissimo trionfo personale, quando fu eletto Membro del Parlamento per l'Università di Cambridge, un collegio elettorale che aveva a lungo desiderato e che avrebbe continuato a rappresentare per il resto della sua vita.

### Primo governo
Assicuratosi il Governo, Pitt poté mettere in atto i suoi programmi. Il suo maggiore disegno di legge come primo ministro fu l'India Act (1784), che riorganizzava la Compagnia delle Indie Orientali e mirava a reprimere la corruzione. L'India Act creò un nuovo Gabinetto di Controllo per sovrintendere agli affari della Compagnia delle Indie. Tale decreto si differenziava da quello di Fox del 1783 poiché decretava che il Primo Ministro era membro del consiglio assieme al Segretari di Stato per gli affari interni o al Segretari di Stato per gli affari esteri (in seguito Lord Sidney ne fu il presidente). L'Atto inoltre centralizzava il dominio britannico in India, limitando il potere dei Governatori di Bombay e Madras ed accrescendo le funzioni del Governatore Generale, Lord Charles Cornwallis. Per di più l'accrescimento e il chiarimento dell'autorità del Governatore Generale, che furono decisi nel 1786, presumibilmente da Lord Sidney, e forse come conseguenza della ribellione della Compagnia di Penang con il suo Sovrintendente, il Capitano Francis Light, nel 1786.
In politica interna, Pitt s'interessò personalmente alle riforme parlamentari. Nel 1785 presentò un progetto di legge per rimuovere la rappresentanza di trentasei collegi elettorali sospettati di corruzione e per estendere il diritto di voto ad un maggior numero di persone. Il sostegno di Pitt alla legge, tuttavia, non fu abbastanza forte per impedire la sconfitta alla Camera dei Comuni. Il progetto legislativo presentato nel 1785 fu l'ultima riforma di Pitt proposta al Parlamento.
Un'altra importante riforma, alla quale Pitt si interessò in prima persona, fu quella sul debito pubblico, che aveva assunto enormi proporzioni, giacché le finanze erano state dissanguate dal lungo conflitto con le colonie ribelli dell'America del Nord. Pitt contava di risanare il debito nazionale imponendo nuove imposte ed introducendo misure per ridurre il contrabbando e la frode fiscale. Nel 1786 istituì un fondo di ammortamento per limitare il debito. Lo stesso anno, 1.000.000 di sterline di eccedenza nell'erario, provenienti dalle nuove tasse, furono versate nel fondo, così da poter accumulare interessi; alla fine, i soldi accumulati vennero utilizzati per colmare il debito nazionale. Il sistema fu esteso nel 1792 cosicché il governo poté impegnare nuovo capitale di prestito.
Negli stessi anni Pitt stipulò varie alleanze in Europa per contenere l'influenza francese, formando la Triplice Alleanza con il Regno di Prussia e le Province Unite, gli attuali Paesi Bassi nel 1788. Durante il 1790, Pitt trasse vantaggio dall'alleanza per costringere la Spagna ad abbandonare la pretesa del controllo esclusivo sulle coste occidentali delle Americhe. L'Alleanza, tuttavia, non produsse altri importanti benefici per la Gran Bretagna.
Nel 1788, la Gran Bretagna cadde in una profonda crisi, quando Re Giorgio III fu vittima di una malattia del sangue, la porphyria, sconosciuta a quel tempo. Se prolungata e non curata, può provocare seri effetti sulla salute mentale. In effetti Giorgio III era solito soffrire di alcune forme di disordine mentale. Le leggi del regno non includevano provvedimenti relativi a sovrani con malattie mentali, perciò non fu chiaro in che modo potesse essere proclamata una "Reggenza". Le varie fazioni in Parlamento concordarono che l'unico valido candidato come Reggente era il figlio maggiore del Re, Sua Altezza Reale Giorgio, Principe di Galles. Questi, però, era un sostenitore di Charles James Fox; se fosse salito al potere avrebbe quasi certamente licenziato William Pitt. Tuttavia, egli non ebbe una simile opportunità, poiché il Parlamento passò mesi a discutere le procedure legali per autorizzare la Reggenza. Fortunatamente per Pitt, Giorgio III tornò in sé nel febbraio del 1789, poco dopo che l'Atto di Reggenza era stato presentato ed era passato alla Camera dei Comuni.
Le elezioni generali del 1790 assegnarono la maggioranza a Pitt per formare un nuovo governo, e Pitt continuò a rivestire la carica di primo ministro. Nel 1791, proseguì il dibattito su uno dei problemi che interessava sempre più l'Impero britannico: il futuro del Canada inglese. Con il Constitutional Act del 1791, il territorio di Québec venne diviso in due regioni separate, il Basso Canada Francese e l'Alto Canada Inglese.
Nel 1792, Giorgio III nominò Pitt Lord Guardiano dei Cinque Porti. Il re gli offrì anche l'Ordine della Giarrettiera, ma egli rifiutò, proponendo invece che il cavalierato andasse a suo fratello maggiore, il Conte di Chatham.

#### Lotta contro la Francia rivoluzionaria

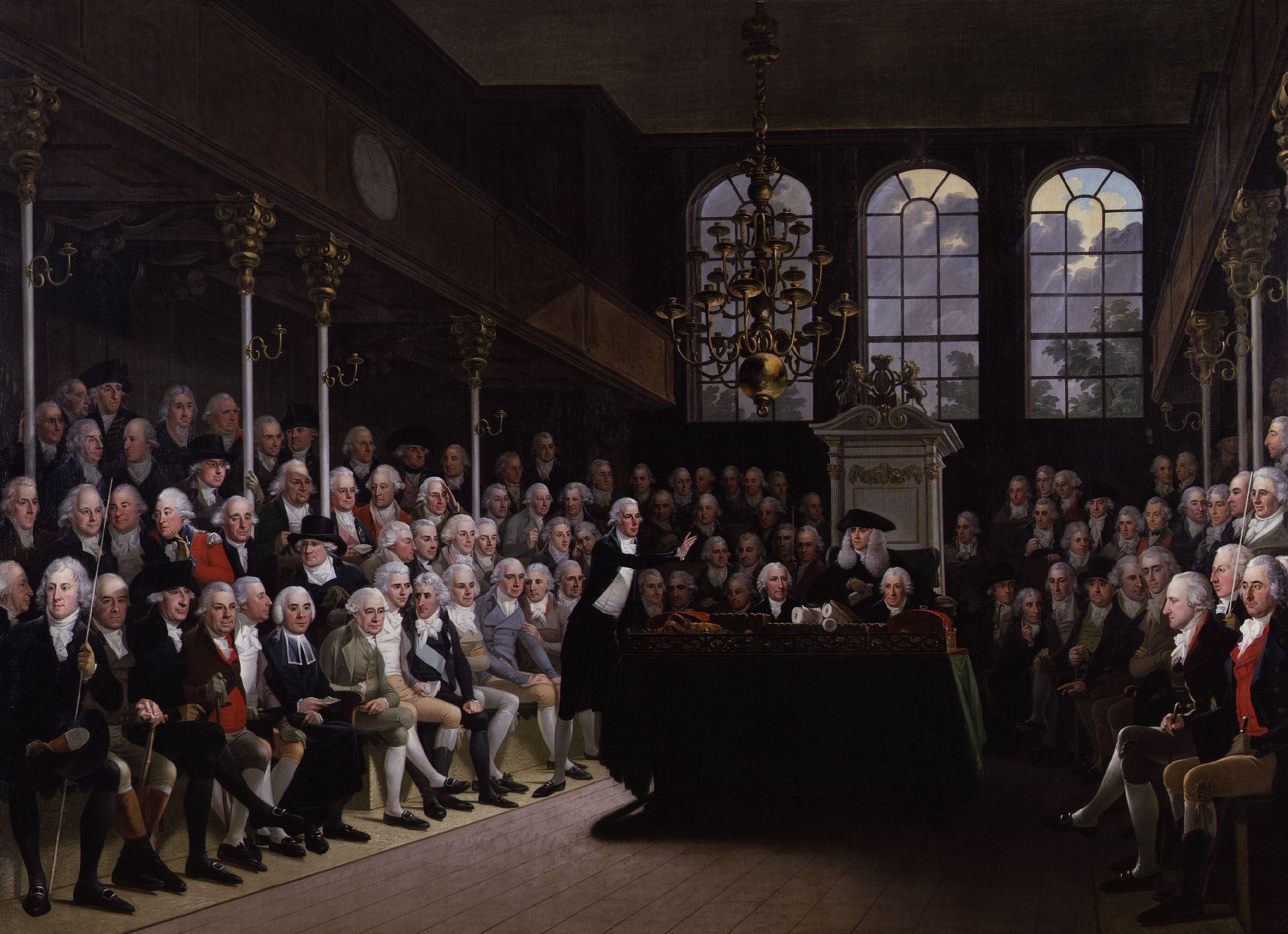
William Pitt il Giovane comunica alla Camera dei Comuni l'entrata in guerra contro la Francia rivoluzionaria
Dipinto di Karl Anton Hickel (1793-1795)

Dopo che nel 1789 si scatenò la Rivoluzione francese, il Governo Pitt tentò di ritardare il più possibile l'intervento nel conflitto europeo. L'aggressione del governo rivoluzionario francese, tuttavia, non permise alla Gran Bretagna di restare neutrale. In particolar modo i Britannici furono allarmati dai decreti messi in atto dalla Francia nel 1792, che dichiaravano di aiutare tutti gli Europei che volessero rovesciare i loro sovrani. Il 1º febbraio 1793, la Francia, credendo di far precipitare anche il Paese in una rivoluzione, dichiarò guerra alla Gran Bretagna, costringendo Pitt a dichiararle a sua volta guerra. L'intento di Pitt, comunque, non era quello di poter restaurare la monarchia in Francia con la disfatta dei rivoluzionari, ma di limitarsi a proteggere gli interessi economici della Gran Bretagna. Egli accettò di entrare a far parte della Prima coalizione, che comprendeva l'Impero d'Austria, il Regno di Prussia, il Regno di Sardegna, il Regno di Spagna e le Province Unite.
La Rivoluzione francese incoraggiò molti in Gran Bretagna a parlare contro le riforme parlamentari, una controversia che non era sorta sul fronte politico fino a quando il disegno di legge di Pitt sulle riforme non era stato bloccato nel 1785. I riformatori, tuttavia, vennero presto etichettati come radicali e come alleati dei rivoluzionari francesi. Il Parlamento iniziò a promulgare leggi repressive per soffocare i presunti filo-giacobini. Coloro che pubblicavano materiale sedizioso, venivano puniti, e, nel 1794, la procedura del writ di habeas corpus fu sospesa. Altre misure repressive inclusi il Seditious Meeting Act (che limitava il diritto alle assemblee pubbliche) e il Combination Act (che limitava la formazione di circoli od organizzazioni che favorivano le riforme politiche).
La guerra con la Francia risultò estremamente costosa, dissanguando le finanze britanniche. Nel 1797, Pitt fu obbligato a proteggere le riserve auree del regno impedendo alla gente di scambiare le banconote con l'oro. La Gran Bretagna continuò ad utilizzare monete di carta per oltre venti anni. Pitt fu inoltre obbligato ad introdurre la prima imposta sul reddito perpetua in Gran Bretagna. La nuova imposta aiutò a controbilanciare le perdite delle imposte indirette sulle entrate, che erano state causate dalla diminuzione dei commerci. Malgrado gli sforzi di Pitt e degli Alleati, la Francia continuò a sconfiggere i membri della coalizione, che si sciolse nel 1798. Una Seconda coalizione, composta da Gran Bretagna, Austria, Russia e Impero ottomano, si formò, ma anch'essa fallì nell'intento di sbaragliare i francesi. La caduta della Seconda coalizione con la sconfitta degli austriaci a Marengo (14 giugno 1800) lasciò la Gran Bretagna da sola nella lotta contro la Francia.

### Dimissioni
La Rivoluzione francese riacuì i conflitti religiosi e politici in Irlanda, reame sotto il governo del Re di Gran Bretagna. Nel 1798, i nazionalisti irlandesi organizzarono una rivolta, certi che la Francia li avrebbe aiutati a rovesciare la monarchia. Pitt credeva fermamente che l'unica soluzione del problema fosse un'unione della Gran Bretagna con l'Irlanda. L'unificazione venne stabilita dall'Atto d'Unione Irlandese (Irish Act of Union) del 1800. Ricompense ed appoggi garantirono il sostegno del Parlamento Irlandese. La Gran Bretagna e l'Irlanda furono formalmente unificate in un solo regno, il Regno Unito di Gran Bretagna e Irlanda, il 1º gennaio del 1801.
Pitt chiese di inaugurare il nuovo regno con la concessione dei diritti ai cattolici, che rappresentavano la maggioranza in Irlanda, abolendo varie restrizioni politiche sotto le quali avevano sofferto. Questa proposta, però, non risultò affatto gradita a Giorgio III. Il re si oppose duramente all'Emancipazione dei cattolici; egli sostenne che la concessione di una libertà aggiuntiva avrebbe violato il suo giuramento dell'incoronazione, nel quale prometteva di proteggere l'istituzione della Chiesa d'Inghilterra. Pitt, impossibilitato a far cambiare decisione al re, rassegnò le dimissioni il 3 febbraio 1801, assegnando ad Henry Addington, suo alleato politico, il compito di formare un nuovo governo. In quello stesso periodo il re fu colto da un nuovo attacco di follia cosicché Addington non poté ricevere la sua nomina formale. Sebbene Pitt avesse rassegnato le proprie dimissioni, continuò temporaneamente ad esercitare il suo incarico; il 18 febbraio rese il Bilancio Annuale dell'Erario. Il potere venne trasferito da Pitt ad Addington il 14 marzo, quando il re si riprese.
Pitt sostenne il nuovo governo, ma con poco entusiasmo; spesso egli era assente dal Parlamento, preferendo restare a Walmer Castle, dove diede il suo aiuto nell'organizzare milizie volontarie in previsione dell'invasione francese. Dopo una serie di vittorie militari britanniche, la Francia accettò di stipulare la pace sottoscrivendo il Trattato di Amiens (1802). Nel 1803, tuttavia, la guerra riprese. Sebbene Addington l'avesse in precedenza sollecitato ad entrare nel suo ministero, Pitt preferì unirsi all'Opposizione, divenendo sempre più critico sulla politica del governo. Addington, incapace di contrastare la congiunta opposizione di William Pitt e Charles James Fox, vide pian piano la sua maggioranza svanire. Nel maggio del 1804, Addington, che aveva perso il sostegno parlamentare, decise di rassegnare le proprie dimissioni.

### Secondo governo e morte
Pitt tornò alla carica di Primo Ministro il 10 maggio 1804. In origine egli aveva intenzione di formare una larga coalizione di governo, ma incontrò l'opposizione di Re Giorgio nell'includere anche Fox. Per di più, molti di coloro che in precedenza avevano sostenuto Pitt, inclusi gli alleati di Addington, passarono all'opposizione. Pertanto il secondo governo Pitt fu notevolmente più debole del primo.
L'Inghilterra soffrì alquanto sotto la spietata pressione di Napoleone, che nel frattempo aveva ammassato forze consistenti a Boulogne, minacciando l'invasione dell'isola. Grazie agli sforzi di Pitt, la Gran Bretagna entrò nella Terza coalizione, che comprendeva gli imperi di Austria e di Russia, il Regno di Napoli e Sicilia e il Regno di Svezia, e il probabile appoggio della Prussia. Il 21 ottobre 1805, l'Ammiraglio Nelson ottenne una vittoria schiacciante nella battaglia di Trafalgar contro la Flotta combinata franco-spagnola, dove tuttavia egli stesso rimase ferito a morte, assicurando alla Gran Bretagna la supremazia navale sino alla fine della prima guerra mondiale. Ciò nonostante la coalizione crollò, avendo gli eserciti austro-russi sofferto due disastrose sconfitte, prima ad Ulma ed in seguito ad Austerlitz. La disfatta diede un duro colpo alla salute di Pitt, che era già notevolmente peggiorata. Il 23 gennaio 1806, morì a casa sua, Bowling Green House, a Putney Heath in Londra, a causa di una malattia al fegato. Non era sposato e non aveva figli.
I debiti di Pitt alla sua morte ammontavano a 40.000 sterline, ma il Parlamento decise di pagarli a suo nome. Una mozione venne proposta per onorare Pitt con un funerale pubblico ed un monumento, che passò nonostante la poco nobile opposizione di Fox. Il corpo di Pitt venne seppellito nell'Abbazia di Westminster il 22 febbraio, dopo essere stato esposto per due giorni nel Palazzo di Westminster. A Pitt successe come primo ministro Lord Grenville, suo cugino, che incluse nel nuovo governo, passato alla storia come il "Ministero di tutti gli Ingegni", anche Charles James Fox.

## Lascito politico
William Pitt il Giovane è forse il più grande primo ministro che la Gran Bretagna ricordi. La sua straordinaria abilità politica e la sua sfolgorante carriera di oratore a Westminster ne fecero uno degli uomini più illustri d'Inghilterra.
Pitt, benché godesse più del favore della Corona che dell'appoggio della Camera dei Comuni, fu tuttavia capace di portare avanti quelle riforme dello Stato che permisero alla Gran Bretagna di non soccombere alle pretese e al potere napoleonico.
Quella che senz'altro resterà per sempre l'impresa più importante di William Pitt è il risanamento delle finanze britanniche dopo la Rivoluzione americana. Per la prima volta Pitt chiese ai cittadini di versare all'erario una quota predeterminata dei propri guadagni. Quello di Pitt fu infatti il primo sistema tassativo che garantiva una discreta certezza di gettito e introduceva un criterio d'equità nel prelievo, sino ad allora affidato a regole approssimative come quella che esigeva il versamento di una gabella aggiuntiva da tutti coloro che possedevano una casa con più di sette finestre.
Altre riforme interne di Pitt non ebbero però successo; egli infatti fallì nell'assicurarsi il sostegno parlamentare sulla riforma dell'Emancipazione cattolica e, insieme al politico e amico William Wilberforce, sull'abolizione della tratta degli schiavi.
Ciò nonostante il suo governo risultò il più dinamico e il più aperto alla politica europea di tutti quelli che lo avevano preceduto e di molti che lo seguirono.

## Ascendenza
|                                     |                   |                                   | Genitori                                |  |  | Nonni |  |  | Bisnonni    |  |  | Trisnonni      |  |
|                                     |                   |                                   |                                         |  |  |       |  |  | Thomas Pitt |  |  | rev. John Pitt |  |
|                                     |                   |                                   |                                         |  |  |       |  |  | Thomas Pitt |  |  | rev. John Pitt |  |
|                                     |                   | Sarah Jay                         |                                         |  |  |       |  |  | Thomas Pitt |  |  |                |  |
| sir Robert Pitt                     |                   |                                   |                                         |  |  |       |  |  | Thomas Pitt |  |  |                |  |
|                                     |                   | Jane Innes                        | sir James Innes, III baronetto          |  |  |       |  |  |             |  |  |                |  |
|                                     |                   | Jane Innes                        | sir James Innes, III baronetto          |  |  |       |  |  |             |  |  |                |  |
|                                     |                   | Jane Innes                        | Sarah Vincent                           |  |  |       |  |  |             |  |  |                |  |
| William Pitt, I conte di Chatham    |                   | Jane Innes                        |                                         |  |  |       |  |  |             |  |  |                |  |
|                                     |                   | hon. Edward FitzGerald-Villiers   | George Villiers, IV visconte Grandison  |  |  |       |  |  |             |  |  |                |  |
|                                     |                   | hon. Edward FitzGerald-Villiers   | George Villiers, IV visconte Grandison  |  |  |       |  |  |             |  |  |                |  |
|                                     |                   | hon. Edward FitzGerald-Villiers   | lady Mary Leigh                         |  |  |       |  |  |             |  |  |                |  |
| Harriet FitzGerald-Villiers         |                   | hon. Edward FitzGerald-Villiers   |                                         |  |  |       |  |  |             |  |  |                |  |
|                                     |                   | Catherine FitzGerald              | sir John FitzGerald, VII lord di Decies |  |  |       |  |  |             |  |  |                |  |
|                                     |                   | Catherine FitzGerald              | sir John FitzGerald, VII lord di Decies |  |  |       |  |  |             |  |  |                |  |
|                                     |                   | Catherine FitzGerald              | Catherine Power                         |  |  |       |  |  |             |  |  |                |  |
| lord William Pitt                   |                   | Catherine FitzGerald              |                                         |  |  |       |  |  |             |  |  |                |  |
|                                     | Richard Grenville | Richard Grenville                 |                                         |  |  |       |  |  |             |  |  |                |  |
|                                     | Richard Grenville | Richard Grenville                 |                                         |  |  |       |  |  |             |  |  |                |  |
|                                     | Richard Grenville | Anne Borlase                      |                                         |  |  |       |  |  |             |  |  |                |  |
| sir Richard Grenville               | Richard Grenville |                                   |                                         |  |  |       |  |  |             |  |  |                |  |
|                                     |                   | Eleanor Temple                    | sir Peter Temple                        |  |  |       |  |  |             |  |  |                |  |
|                                     |                   | Eleanor Temple                    | sir Peter Temple                        |  |  |       |  |  |             |  |  |                |  |
|                                     |                   | Eleanor Temple                    | Eleanor Tyrrell                         |  |  |       |  |  |             |  |  |                |  |
| Hester Grenville, baronessa Chatham |                   | Eleanor Temple                    |                                         |  |  |       |  |  |             |  |  |                |  |
|                                     |                   | sir Richard Temple, III baronetto | sir Peter Temple, II baronetto          |  |  |       |  |  |             |  |  |                |  |
|                                     |                   | sir Richard Temple, III baronetto | sir Peter Temple, II baronetto          |  |  |       |  |  |             |  |  |                |  |
|                                     |                   | sir Richard Temple, III baronetto | Christian Leveson                       |  |  |       |  |  |             |  |  |                |  |
| Hester Grenville, I contessa Temple |                   | sir Richard Temple, III baronetto |                                         |  |  |       |  |  |             |  |  |                |  |
|                                     |                   | Mary Knapp                        | Henry Knapp                             |  |  |       |  |  |             |  |  |                |  |
|                                     |                   | Mary Knapp                        | Henry Knapp                             |  |  |       |  |  |             |  |  |                |  |
|                                     |                   | Mary Knapp                        | Hester Clarke                           |  |  |       |  |  |             |  |  |                |  |
|                                     |                   | Mary Knapp                        |                                         |  |  |       |  |  |             |  |  |                |  |

## Media
Cinema
- Nel 1942 il regista Carol Reed diresse un film sulla vita di Pitt dal titolo «The Young Mr. Pitt», in italiano «Il nemico di Napoleone», interpretato da Robert Donat, John Mills, Herbert Lom e Robert Morley.
- Nel film inglese del 1995 "The Madness of King George", "La Pazzia di Re Giorgio", diretto dal regista Nicholas Hytner, il personaggio di William Pitt è interpretato da Julian Wadham.
- Nel film del 2006 diretto dal regista Michael Apted sulla lotta contro la tratta dei neri, combattuta da William Wilbeforce e intitolato Amazing Grace (film 2006), il personaggio di William Pitt è interpretato da Benedict Cumberbatch.